# José Batista
José Alberto Batista González (Colonia del Sacramento, 6 marzo 1962) è un allenatore di calcio ed ex calciatore uruguaiano, di ruolo difensore.

## Caratteristiche tecniche
Giocava come difensore laterale sinistro.

## Carriera

### Club
Iniziò la carriera nel Cerro di Montevideo, sua città natale, in cui trascorse i primi anni di carriera; acquistato dal Peñarol, con la maglia del club si guadagnò la Nazionale. Nel 1985 si trasferì in Argentina, accasandosi al Deportivo Español, giunto in Primera División quello stesso anno, e vi rimase per nove stagioni consecutive, superando le trecento presenze e aiutando il club a rimanere in massima serie. Nel 1995 tornò per un breve periodo in patria, al Rampla Juniors, ma fece presto ritorno in Argentina, passando due stagioni al Gimnasia di Jujuy. Nel 1998 tornò al Deportivo Español, che al termine della precedente annata era retrocesso in Primera B Nacional. Dopo aver fallito l'obiettivo della promozione, Batista lasciò la società e trascorse a Quilmes gli ultimi anni di carriera, dapprima con l'Argentino e poi con il Quilmes.

### Nazionale
Debuttò in Nazionale il 19 settembre 1984 nell'incontro di Montevideo contro il Perù. Fece dunque parte dei convocati per il campionato del mondo 1986, manifestazione in cui partì nell'undici iniziale, giocando sulla corsia mancina le prime due partite. Nel corso del terzo incontro, fu espulso dall'arbitro Joël Quiniou meno di un minuto (53 secondi) dal fischio d'inizio per un duro tackle su Gordon Strachan, e fu dunque sostituito da Santín negli ottavi di finale, ultima partita dell'Uruguay nel torneo. A oggi la sua espulsione è la più veloce nella storia dei Mondiali.
La sua ultima presenza internazionale risale al 19 settembre 1993.

## Palmarès

### Giocatore
- Campionato uruguaiano: 1

Peñarol: 1985